# 압면
압면(押麵)은 반죽을 구멍이 뚫린 틀에 넣고 밀어 끓는 물에 넣어서 삶아 만든 국수이다. 국수 반죽을 양쪽에서 당기고 늘려 만든 납면(拉麵), 길게 늘려서 막대기에 감아 당긴 후 가늘게 만든 소면(素麵), 칼로 썰어 만든 절면(切麵) 등과 구분된다.

## 사진 갤러리

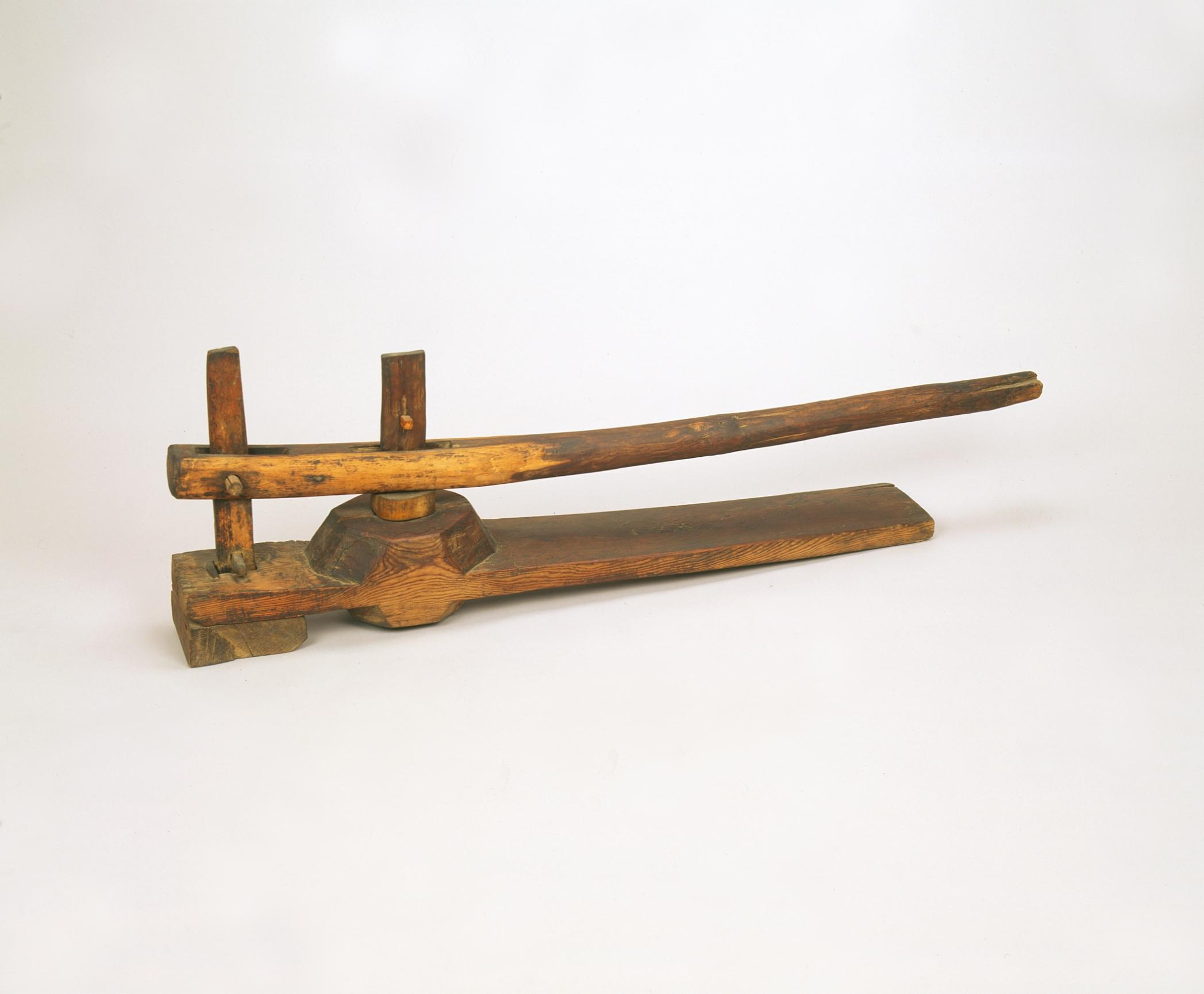
일제강점기의 국수틀